# Darren Tillis
Darren Wayne Tillis (Dallas, 23 febbraio 1960) è un ex cestista statunitense, professionista nella NBA, in Italia e in Spagna.

## Carriera
Venne selezionato dai Boston Celtics al primo giro del Draft NBA 1982 (23ª scelta assoluta).

## Palmarès
- Coppa Italia: 1

Pesaro: 1985